# Bristol Cars

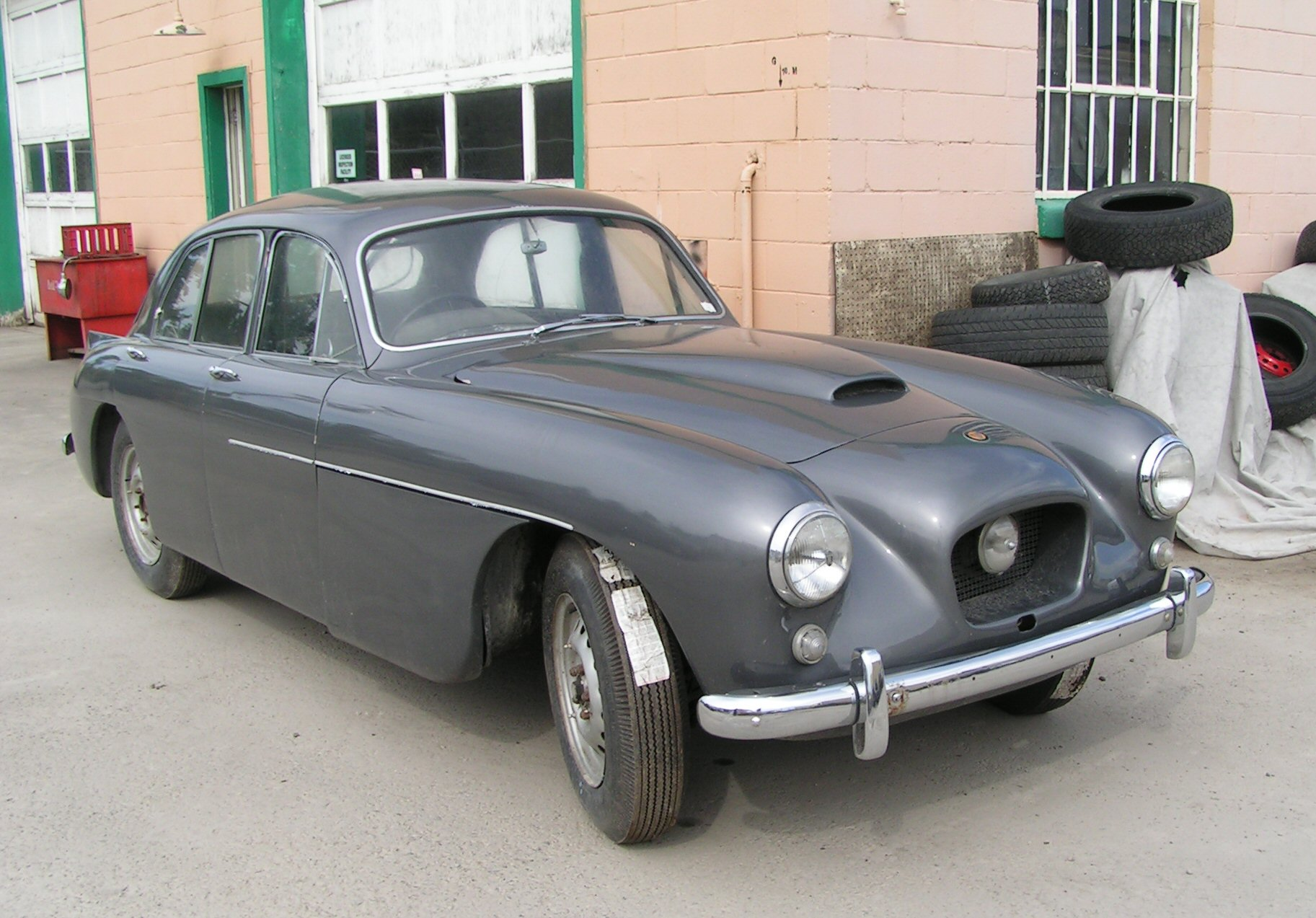
Bristol 405

Bristol Cars var en brittisk biltillverkare som tillverkade bilar under varumärket Bristol. Bristol Cars är sprunget ur flygmotortillverkaren Bristol Aeroplane Company som efter andra världskriget även började tillverka lyxbilar där Bristol Cars blev ett eget bolag 1960. 2011 gick bolaget i konkurs men fick ny ägare i Kamkorp Autokraft som ingår i Frazer-Nash. Nysatsningen misslyckades dock och i mars 2020 gick Bristol Cars i konkurs ännu en gång.

## Historia

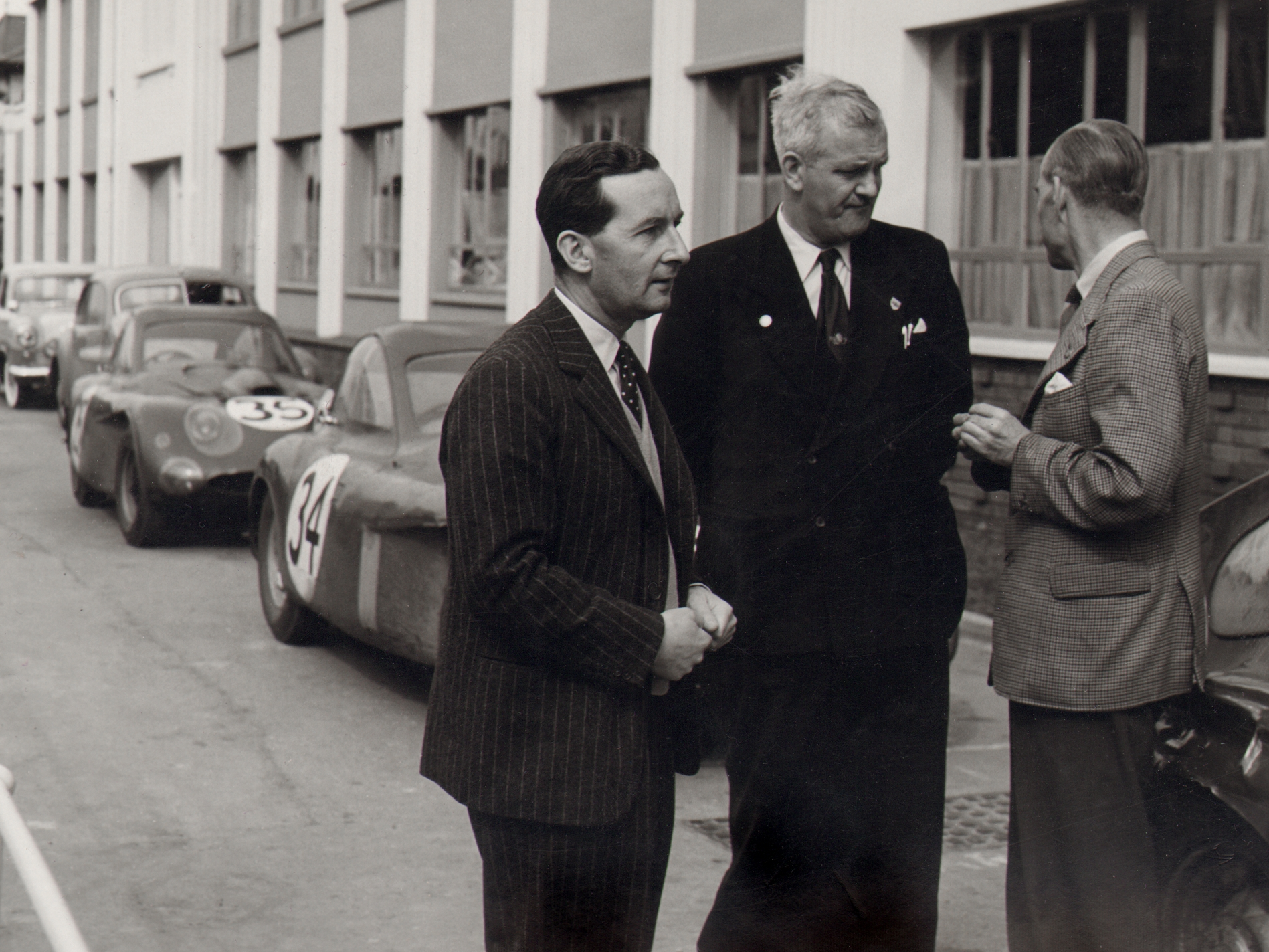
Sir George Stanley Middleton White med Bristol 450 Le Mans i bakgrunden.

Bristol Cars har sitt ursprung i flygplanstillverkaren Bristol Aeroplane Company i Filton i norra Bristol. Efter stilleståndet i första världskriget 1918 minskade beställningarna till den brittiska flygindustrin dramatiskt. För att kunna behålla sysselsättningen började bolaget tillverka en lätt bil kallad Bristol Monocar och tillverkade karosser för Armstrong Siddeley och Bristol Tramways.
Koncernchefen Sir G. Stanley White kom efter andra världskriget att på samma sätt leta efter ersättning för minskade beställningar från flyget. Det föreslogs att bolaget skulle starta en division för biltillverkning. Förslaget var att köpa en existerande tillverkare, bland förslagen fanns Alvis, Aston Martin, Lagonda, English Racing Automobiles och Lea-Francis. Istället kom Frazer Nash (AFN) att tas över av Bristol Aeroplane Company. Bolaget hade innan kriget sålt modellen Fraser Nash B.M.W. och förslaget var att tillverka en uppdaterad variant på licens från BMW i München. HJ Aldington ur Frazer Nashs ägarfamilj var fortfarande i den brittiska armén och kom att besöka BMW:s fabrik i München flera gånger under 1945 och tog del av företagets bilar och utvecklingsarbete med motorer. Bristol 400 utvecklades med hjälp av ingenjören Fritz Fielder från BMW. Modellen presenterades på Internationella bilsalongen i Genève 1947. Bilens chassi var baserat på BMW 326. Karossen hämtade sina linjer från BMW 327. 1947 byggdes de första bilarna men kort därefter gjorde meningsskiljaktigheter att Frazer Nash såldes och Bristol Car Division blev ett självständigt bolag. George S.M. White blev vd för bolaget.

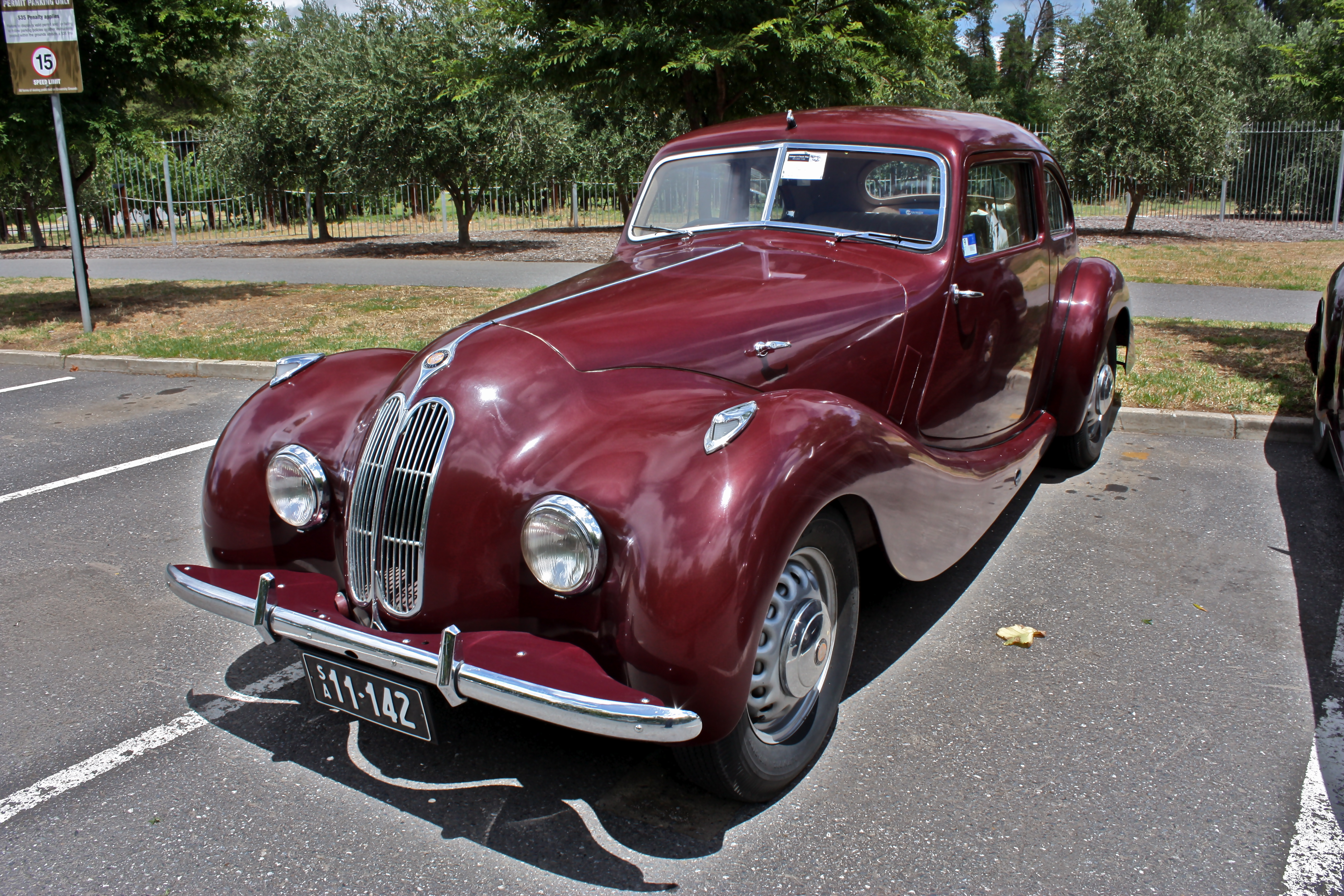
Bristol 400

Bristol Cars kom att utveckla sex modeller utifrån Bristol 400 (modellerna 400–406) med 2-litersmotorer byggda av Bristol. Bilarna byggdes efter flygindustristandard med konstruktioner hämtade från flyget. Bolaget firade framgångar inom banracing där Bristol 450 segrade i Le Mans 24-timmars 1954 och 1955. Bristol tillverkade även motorer åt olika formel 1-stall 1952-1957. Bristol Cars moderbolag Bristol Aeroplane Company slogs samman med andra brittiska tillverkare till British Aircraft Corporation som en del i den brittiska flygindustrins rationalisering på initiativ av staten. Bristol Cars köptes då ut 1960 av George S.M. White som tog över 60 procent. De resterande 40 procenten köptes av Anthony "Tony" Crook. Sedan 1961 har Bristol-bilar en Chrysler V8-motor. 1973 tog Crook över hela bolaget och under hans ledning flyttades huvudkontoret till Kensington High Street där Bristol hade en visningshall. Bolagets tillverkning flyttade från Filton till Patchway i Bristol 1985. Bristol byggde modeller som knöt an till flygarvet med namn som Beaufighter, Blenheim, Britannia och Brigand.

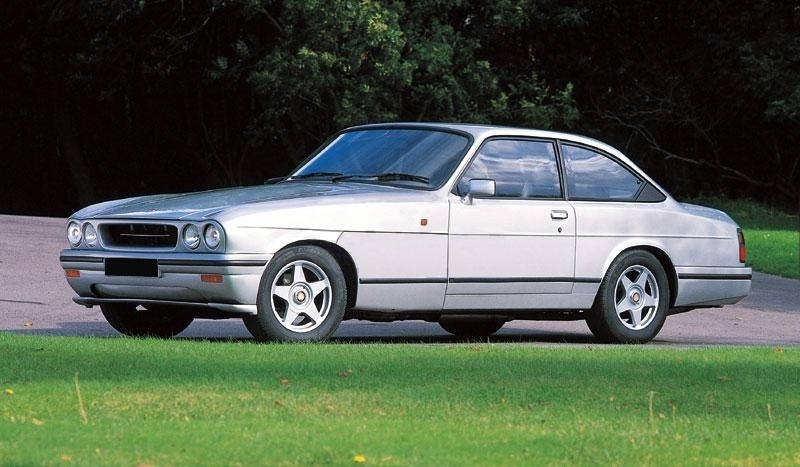
Bristol Blenheim 3S

Produktionen har varit mycket begränsad och statistik över tillverkningen saknas för de senaste 30 åren. Den enda återförsäljaren har varit det egna visningsrummet på Kensington High Street i London. Tony Crook sålde halva sin andel av bolaget 1997 och resterande del 2002 till nya investerare. Han var verksam i bolaget fram till 2007.Bristols senaste modell var Bristol Fighter som lanserades 2004 och tillverkade i liten upplaga fram till 2011. 
Den 3 mars 2011 meddelades det att företaget försatts i konkurs. Dagen därpå kom beskedet att 22 av de 27 anställda (samtliga vid fabriken) hade sagts upp. Konkursförvaltaren försökte att sälja företaget. Ny ägare blev Kamkorp Autokraft som ingår i Frazer-Nash. Till märkets sjuttioårsjubileum planerade man att bygga sin första nya modell på många år, Bristol Bullet med motor från BMW. Planerna stannade vid en enda prototyp och i mars 2020 gick företaget återigen i konkurs.

## Konstruktion
Bristols bilmodeller har en traditionell konstruktion med bakhjulsdrift. ABS-bromsar eller krockkuddar finns ej. På vissa modeller har man valt att placera reservhjulet i ett särskilt, luckförsett utrymme bakom ett av framhjulen. Samma lösning för batteriet finns på en del varianter.

## Modeller

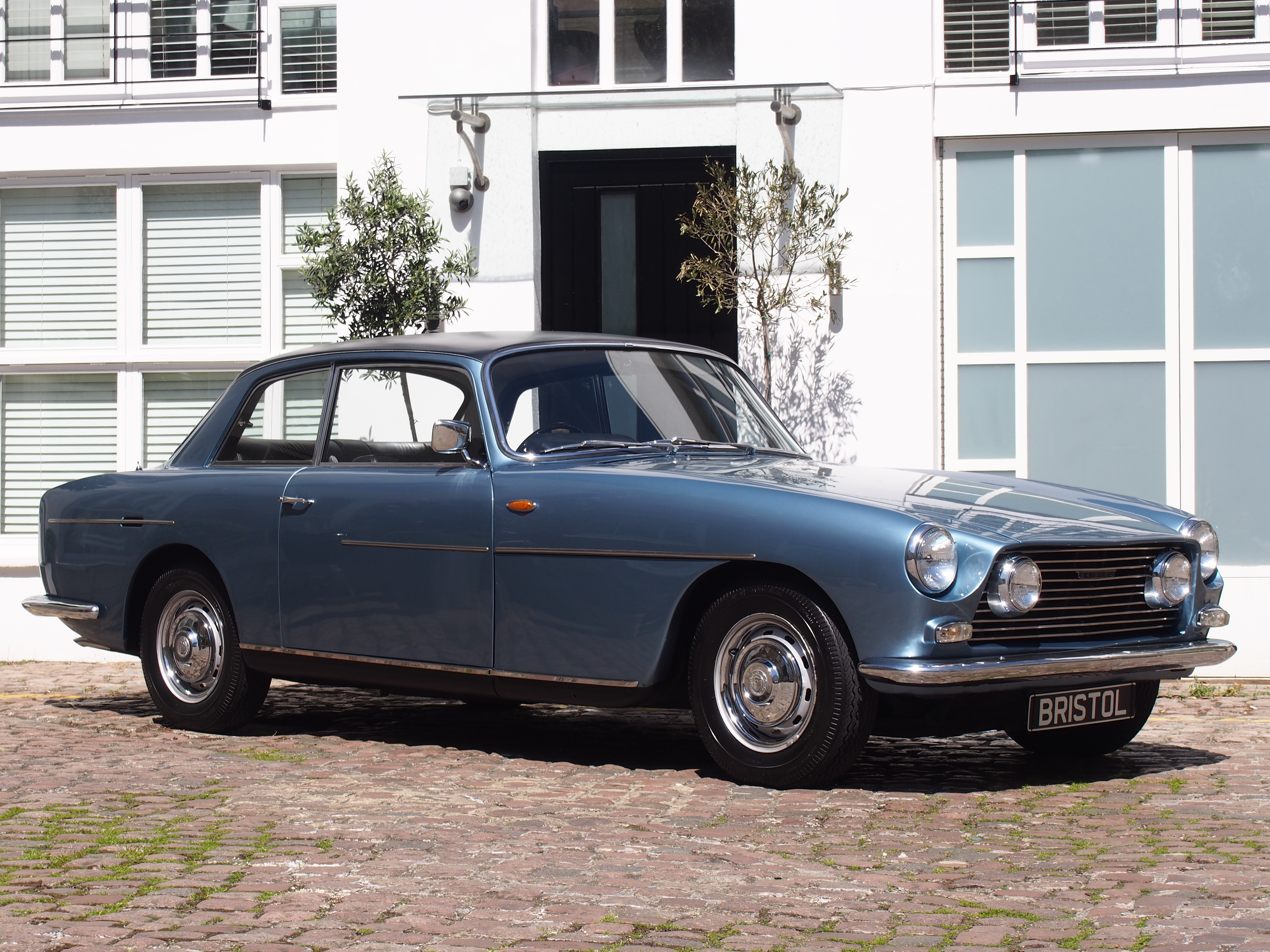
1970 Bristol 411 Series 1

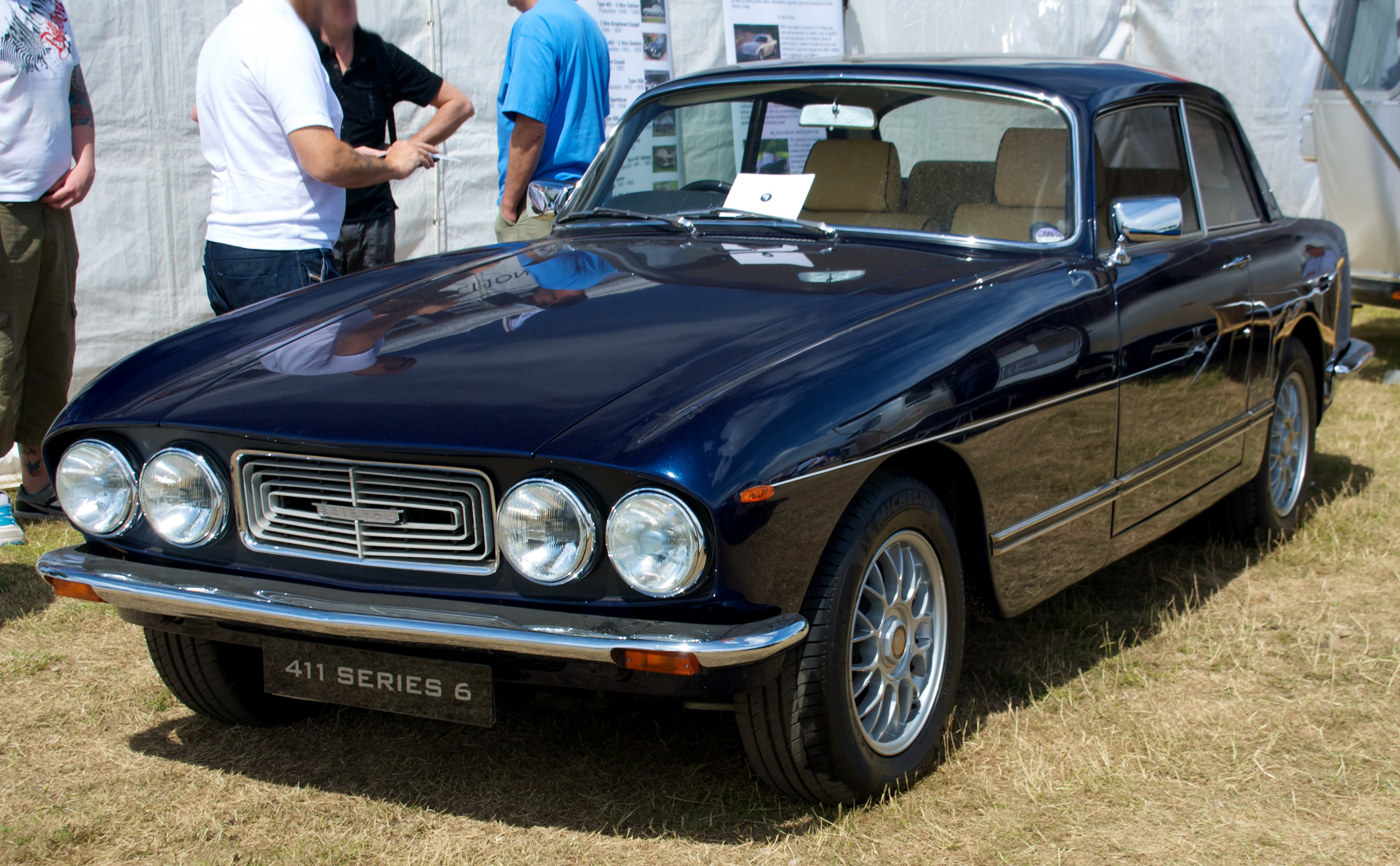
Bristol 411 Series 6

### Bristol-motor
- 1947-50 Bristol 400 - 2-dörrars sedan
- 1948-53 Bristol 401 - 2-dörrars sedan
- 1949-50 Bristol 402 - 2-dörrars cabriolet
- 1953-55 Bristol 403 - 2-dörrars sedan
- 1953-55 Bristol 404 - 2-dörrars coupé
- 1954-58 Bristol 405 - 4-dörrars sedan
- 1954-58 Bristol 405D - 2-dörrars cabriolet
- 1958-61 Bristol 406 - 2-dörrars sedan

### Chrysler-motor
- 1961-63 Bristol 407 - 2-dörrars sedan
- 1963-65 Bristol 408 - 2-dörrars sedan
- 1965-67 Bristol 409 - 2-dörrars sedan
- 1967-69 Bristol 410 - 2-dörrars sedan
- 1969-76 Bristol 411 - 2-dörrars sedan
- 1975-82 Bristol 412 2-dörrars targa
  - 1980-92 Bristol Beaufighter 2-dörrars targa
- 1976-82 Bristol 603 2-dörrars sedan
  - 1982-93 Bristol Britannia 2-dörrars sedan
  - 1983-93 Bristol Brigand 2-dörrars sedan
  - 1993-2011 Bristol Blenheim 2-dörrars sedan
  - 2002-03 Bristol Blenheim Speedster 2-dörrars roadster
- 2003-11 Bristol Fighter 2-dörrars coupe

### BMW-motor
- 2017 Bristol Bullet 2-dörrars roadster